# Christian Signol

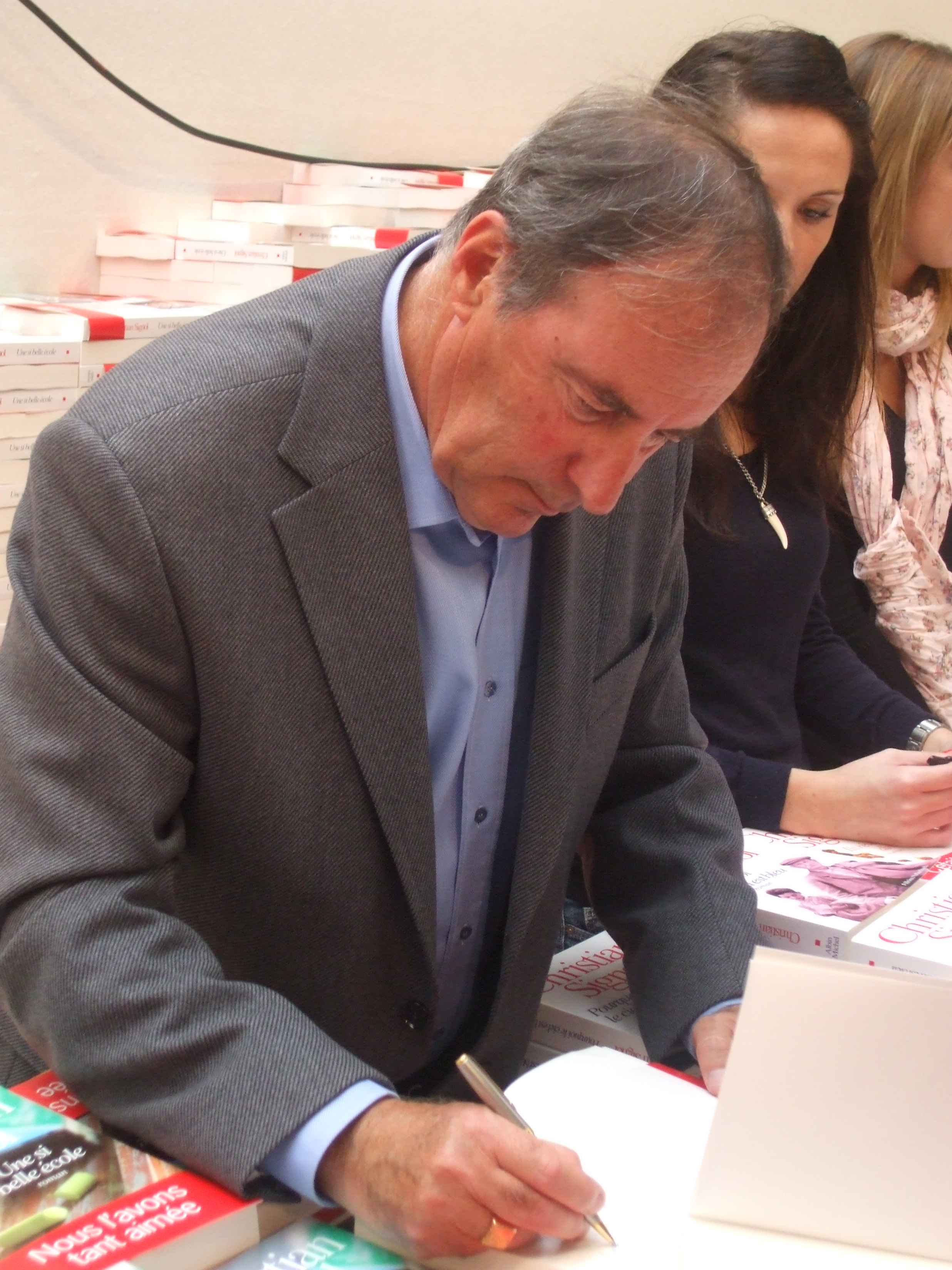
Christian Signol

Christian Signol (* 1947 in Les Quatre-Routes-du-Lot, Département Lot) ist ein französischer Schriftsteller.

## Leben und Werk
Ab 1965 studierte Signol unter anderem Jura und konnte dieses Studium 1970 erfolgreich abschließen. Im selben Jahr heiratete er und ließ sich mit seiner Familie in Brive-la-Gaillarde (Département Corrèze) nieder. Seine ersten Texte entstanden bereits während des Studiums, doch seine Arbeit als städtischer Angestellter galt lange Zeit noch als Brotberuf.
Erst 1984 konnte Signol mit seinem Roman Les Cailloux bleus sehr erfolgreich debütieren. Diesen Erfolg konnte er 1990 literarisch wie auch wirtschaftlich mit seiner Trilogie La Riviere espérance noch übertreffen. Beigetragen hat dazu auch die Verfilmung durch Josée Dayan für France 2.

## Ehrungen
- 1985 Prix Eugène-Le-Roy für seinen Roman Les menthes sauvages
- 1997 Prix des Maisons de la Presse für seinen Roman La lumière des collines
- 2008 Prix Claude-Farrère
- 2012 Prix Maurice-Genevoix für seinen Roman Au cœur des forêts

## Werke (Auswahl)
- Die Saga von den letzten Schiffern der Dordogne (La rivière espérance). Urachhaus, Stuttgart 2008/09.

1. Der Fluss der Hoffnung (Originaltitel La rivière espérance, übersetzt von Corina Tramm, 1990). 2008, ISBN 978-3-8251-7636-5.
2. Die Schöne aus dem Périgord (Originaltitel Le royaume du fleuve, übersetzt von Corina Tram, 1991). 2009, ISBN 978-3-8251-7646-4.
3. L'Âme de la vallée, Laffont, Paris 2007, ISBN 978-2-221-10972-4.

- Wenn die Christrose blüht (Une année de neige, 2002). Urachhaus, Stuttgart 2011, ISBN 978-3-8251-7748-5.
- Der Himmel so blau (Originaltitel: Pourquoi le ciel est bleu, 2009). Urachhaus, Stuttgart 2012, ISBN 978-3-8251-7792-8.
- Marie des Brebis. Der reiche Klang des einfachen Lebens (Originaltitel: Marie des Brebis, Récit, Seghers, Paris 1999). Urachhaus, Stuttgart 2007, ISBN 978-3-8251-7580-1. (Marie des Brebis hat das Leben einer einfachen Frau gelebt, geprägt von der Sorge um ihre Familie, um Haus, Hof und Tiere, unter den rauen Bedingungen auf dem Lande, ehemalige Provinz Quercy, im Frankreich des frühen 20. Jahrhunderts. Sie vertraute ihre Erinnerungen dem Autor an).
- Die Verheißung der Quelle. Roman (La promesse de sources, 1998). dtv, München 2000, ISBN 3-423-24191-8.
- Les messieurs de Grandval. Albin Michel, Paris 2005/06.

1. Les messieurs de Grandval. 2005, ISBN 2-226-16808-7.
2. Les dames de la Ferrière. 2006, ISBN 2-226-17350-1.

- Les Cailloux bleus. Laffont, Paris 1984/85.

1. Les Cailloux bleus. 1984, ISBN 2-266-01741-1.
2. Les menthes sauvages. Laffont, Paris 1985, ISBN 2-221-04872-5.

- Les Vignes de Sainte-Colombe. Albin Michel, Paris 1996/97.

1. Les Vignes de Sainte-Colombe. 1996, ISBN 2-253-10890-1.
2. La lumière des collines. 1997, ISBN 2-87821-489-7.

- Les Noëls blancs. Albin Michel, Paris 2000/01.

1. Les Noëls blancs, 2000, ISBN 2-226-11635-4.
2. Les printemps de ce monde. 2001, ISBN 2-226-12741-0.